# 베트남-앙골라 관계
베트남-앙골라 관계는 앙골라가 독립하기 4년 전인 1971년 8월 앙골라 아고스티뇨 네토 대통령의 베트남 방문 때 수립되었다. 앙골라와 베트남은 냉전시절 국제공산주의 외교정책에서 소련 붕괴 이후 친서방 실용주의로 이행해 안정적인 파트너를 만들어 가고 있다.

## 초기 관계
1974년 2월, 남베트남해방전선(NLFSV)은 앙골라의 첫 독립전쟁인 까상제 공격을 극찬했다. 1975년 1월 NLFSV 응우옌 하우 투 회장은 앙골라 국민해방전선(FNLA), 앙골라 국민동맹(FNLA)에 이어 앙골라 총독립연합(FNLA) 지도자들에게 따뜻한 인사를 했다. 10월 하순 베트남 공산당 기관지 Nhann Dann은 사실상 제국주의 세력과 남아프리카의 인종차별주의자를 비난하며 이 계획을 지지했다. 황 베트남 총리는 네토 대통령의 독립선언 다음 날인 11월 12일 앙골라 인민공화국을 승인했다.

## 베트남 전쟁
베트남전은 소련도 미국도 냉전을 이기기 위해 대단히 중요한 국내 분쟁에 휘말리고 싶지 않기 때문에 앙골라 내전에 외국의 개입을 희석시켰다. CBS 캐스터 월터 크롱카이트씨는 이 메시지를 방송에서 퍼뜨리고 '이번에는 그 실수를 막기 위하여 우리의 작은 역할을 다하도록 노력하겠다'고 말했다. 정치국은 1976년 2월 소련이 MPA 공격을 어느 정도 지지할지에 대해 격렬한 논쟁을 벌였다. 반면 그로마이코 외무장관과 코시긴 총리는 MPA 지지를 줄이고 서방국과의 긴장관계 유지를 중시하는 세력을 이끌었다. 당시 소비에트 연방의 수령 레오니드 브레주네프는 반체제파에 승리했고, 네트가 1차 반란 15주년에 비협조 정책을 공식 재확인했음에도 불구하고 소비에트 연방과 MPA의 동맹은 계속되었다.

## 중국과 러시아
앙골라는 외국의 반대에 직면하여 베트남 공산당을 계속 지지했기 때문에 중화인민공화국이나 소련과의 관계를 손상시켰다. 1975년부터 1979년까지 앙골라의 아고스티뇨 네토 대통령은 1979년 2월 중국의 베트남 침공을 비난했다. 그는 암살 기도 후 소련 지도부를 불신하다 1976년 7월 아바나에서 쿠바의 카스트로 지도자와 함께 앙골라 쿠바 베트남을 반제국주의의 중심지로 불렀다.

## 방문 및 조약
1987년 4월 조제 에두아르도 산토스 대통령, 1979년 호르헤 국무장관, 2004년 5월 베르나르도 드 미란다 외무장관, 2004년 10월 로베르트 데 알메이다 국회의장이 베트남을 방문했다. 베트남 국무원 부주석은 1978년 10월 앙골라, 각료회의 부주석은 1980년 12월 응우옌 지압, 2002년 3월 응우옌 만 외무장관을 방문했다. MPLSA와 베트남 공산당은 1983년 5월 협력협정, 1978년 5월 무역협정, 1979년, 1984년, 1995년, 1996년, 2002년, 2004년에 각종 경제협정을 체결했다.

## 같이 보기
- 앙골라의 대외 관계
- 베트남의 대외 관계